# Joseph Abenheim
Joseph Abenheim (geboren 21. November 1804 Anm. in Abenheim; gestorben 18. Januar 1891 in Stuttgart) war ein Komponist, Violinist und Dirigent.

## Leben
Joseph Abenheims Eltern waren Heinrich Herz Abenheim und Theresa Teichel. Er erhielt den ersten Klavier- und Violinunterricht in Worms bei Musikdirektor Christoph Winkelmeier (* 3. Januar 1787 in Weissenburg in Bayern; † 3. Januar 1831 in Worms) und in Darmstadt bei Louis Schlösser. In seiner frühen Jugend spielte er als Violinist im Orchester des Nationaltheaters in Mannheim. Der dortige Konzertmeister Michael Frey unterrichtete ihn auf der Violine, in Komposition und Generalbass. 1825 wurde er Mitglied der königlichen Hofkapelle Wilhelms I. in Stuttgart. Er erhielt Violinunterricht bei Franz Xaver Pecháček. Von 1825 bis 1832 sind sieben Auftritte als Solist bei den Abonnementskonzerten in Stuttgart dokumentiert. Zum ersten Mal konzertierte er am 22. März 1825 mit Adagio und Rondo von Pierre Crémont. Mit seinem Lehrer spielte er am 26. März 1826 ein von Pecháček selbst komponiertes Duett-Concertant. Von 1827 bis 1859 wurden in diesem Rahmen auch achtmal Holzbläserkonzerte und Ouvertüren aus seiner Feder aufgeführt. Abenheim wurde sowohl am Hof als auch im Theater eingesetzt. 1828 reiste er nach Paris, um bei Anton Reicha. Unterricht zu nehmen. Zurück in Stuttgart vertrat er oft die Konzertmeister Peter Joseph von Lindpaintner und Bernhard Molique. Er leitete sogenannte Vaudeville-Vorführungen, die durch die königliche Familie und den Adel gegeben wurden und war für die Musik der Ballettaufführungen verantwortlich. 1854 wurde er offizieller Hofmusikdirektor. 1871 wurde er pensioniert.
Abenheim unterrichtete Violine, Klavier, Generalbass und Komposition. Zu seinen Schülern zählte Siegmund Lebert.
Am 26. August 1835 heiratete er Isabella „Bela“ Auerbacher (* 21. Juli 1810 in Nordstetten; † 14. Juni 1860 in Stuttgart). Sie hatten eine Tochter Rosalie Abenheim (* 5. Dezember 1835 in Stuttgart; † 29. November 1838) und einen Sohn Emil Abenheim (* 1839; † 1917).

## Werk (Auswahl)
In der Literatur werden folgende Werke genannt:

### Werke mit opus-Zahl
- Sechs Lieder mit Klavierbegleitung op. 2.  Breitkopf&Härtel, Leipzig
- Sechs Lieder mit Klavierbegleitung op. 3. Mechetti, Wien (Digitalisat im Landesarchiv Baden-Württemberg, Hohenlohe-Zentralarchiv, Neuenstein)
  - Nr. 1:  Frühlingslaube: Incipit: Die linden Lüfte sind erwacht. Text: Ludwig Uhland.
  - Nr. 2:Erinnerung. Incipit: Schweigend in des Abends Stille. Text: Theodor Körner.
  - Nr. 3: Lied: Wie von Blume zu Blume. Text: Clodius
  - Nr. 4: Schweizerlied: Incipit: Uf’m Bergli bin i g’sässe.Text: Johann Wolfgang von Goethe
  - Nr. 5: Trost in Thränen: Incipit: Wie kommt’s dass du so traurig bist. Text: Johann Wolfgang von Goethe
  - Nr. 6: Name, Bild und Lied: Incipit: Es zieh’n drei Gesellen in’s Weite.Text: A.Grün dem / Fräulein Marie von Hügel / Hof-Dame Ihrer Majestät der Königin von Württemberg / hochachtungsvoll / gewidmet. Wien, Mechetti[14][15]

- Sechs Lieder mit Klavierbegleitung op. 5
  - Nr. 1:Vöglein mein Bote. Text Johann Gabriel Seidl. Allegretto in A-Dur, Incipit: Vöglein flieg fort Vöglein komm wieder, verlegt bei Karl Göpel in Stuttgart RISM ID: 403000495 (In: Album für Gesang. OCLC 887484665.)
  - Nr. 2: Abschied. Text: Ernst Schulze, Incipit: Ich liebte dich, und ach, ich muß entsagen. Moderato in F-Dur, verlegt bei Karl Göpel in Stuttgart RISM ID: 403000587
  - Nr. 3: Wiegenlied. Text: August Heinrich Hoffmann von Fallersleben, Incipit: Alles still in süßer Ruh', Andantino in As-Dur, drei Verse RISM ID: 452500876 RISM ID: 403000574
  - Nr. 4: Die Blumen. Incipit: Ich klag’s euch, ihr Blumen, Andante in C-Dur, verlegt bei Karl Göpel in Stuttgart RISM ID: 403000639
  - Nr. 5: Lied des Trostes für Singstimme und Pianoforte, Text: Siegfried August Mahlmann, Incipit: Was grämst du dich, Moderato, Moderato in e-moll, drei Strophen RISM ID: 455018241 RISM ID: 1001108368 bei Karl Göpel in Stuttgart verlegt OCLC 403000541
  - Nr. 6: Dein Bild, Text: Heinrich Heine, Incipit: Wenn ich auf dem Lager liege, Andante ma non tropp in E-Dur, verlegt bei Karl Göpel in Stuttgart (Digitalisat beim Münchener Digitalisierungszentrum) RISM ID: 11304292 OCLC 165529835[16][17]

- op. 6
  - Nr. 1: Himmel auf Erden. Text: Friedrich von Zeppelin, Incipit: Strahlt mir so mild aus klarer Quelle. Allegro moderato in B-Dur, verlegt bei Karl Göpel in Stuttgart RISM ID: 403000614
  - Nr. 3: Allein. Text: Johann Gabriel Seidl, Incipit: Wenn alles ruhig ward bei Nacht. Andante con moto in D-Dur, verlegt bei Karl Göpel in Stuttgart  RISM ID: 403000744
  - Nr. 4: Liebeslied. Text: Feodor Löwe. Incipit: Schön ist der Mond, der nächtlich einsam wallt. Andante con moto in Des-Dur, verlegt bei Karl Göpel in Stuttgart RISM ID: 403000556 OCLC 165529829 (Digitalisat beim Münchener Digitalisierungszentrum) (Digitalisat beim Internetarchive)
  - Nr. 6: Wehmut. Text: Elise Reinhart, Incipit: Meine Lyra schmerzvoll klagend, Andantino in E-Dur, verlegt bei Karl Göpel in Stuttgart RISM ID: 403000677

- Zwei Nocturnes op. 8, publiziert in Stuttgart bei Hallberger
  - Nocturne Nr. 1 g-moll
  - Nocturne Nr. 2 As-Dur

- Thekla’s Gesang: aus Schiller’s Wallenstein. Incipit: Der Eichwald brauset, Allegro in a-moll, Pauline Marx gewidmet op. 9 RISM ID: 455018241 mit freier italienischer Nachbildung der Textesworte, Incipit: Che urlar del vento par spento il sol RISM ID: 403000518OCLC 920019908
- Gesang zum Schauspiel Der liebe Zauber op. 10. publiziert in Stuttgart bei Kunz. Wechsel des Mondes gebietet dem Meer. für Mezzo-Sopran oder Bariton mit Pianoforte oder Harfe.[18]
- op. 11
  - Nr. 1: Lied zu dem vaterländischen Schauspiel: „Herzog Ulrich“ von Adolf Seubert für Sopran und Pianoforte, Text: Walther von der Vogelweide, Incipit:  Fragt mich Jemand, was ist Minne, Allegro moderato in Es-Dur, Emily Milbourne gewidmet, verlegt bei Karl Göpel in Stuttgart RISM ID: 450113076 RISM ID: 403000757
  - Nr. 2: Lied zu dem vaterländischen Schauspiel: „Herzog Ulrich“ von Adolf Seubert für Sopran und Pianoforte, Incipit: Für die Liebe für die Ehre, Allegro non troppo in D-Dur, Marie Pfeiffer gewidmet RISM ID: 450113075 RISM ID: 403000757
- Opuszahl 72 nur in Hofmanns musikalischem Monatsbericht erwähnt, (Vermutung Druckfehler. evtl. op. 7 oder op. 2)[19]
  - Sechs Goethe-Lieder für Mezzosopran (oder Bariton) und Pianoforte op. 72. Ebner, Stuttgart.
    - I Nähe des Geliebten. Incipit: Ich denke dein.
    - II Erster Verlust. Incipit: Ach, wer bringt die schönen Tage.
    - III Mignon. Incipit: Heiss mich nicht reden.
    - IV Jägers Abendlied. Incipit: Im Felde schleich’ ich still und wild.
    - V Die Spröde. Incipit: An dem reinsten Frühlingsmorgen.
    - VI Frühzeitiger Frühling. Incipit: Tage der Wonne, kommt ihr so bald[19]

### Werke ohne opus-Zahl

#### Chorwerke
- Ewiger, der Welten Gott; Kantate für Chor und Orchester. Text: Psalm 89, 9-10 in der Übersetzung von Moses Mendelssohn. Die Kantate wurde in den 1820er Jahren für die protestantischen Hofgottesdienste komponiert.[20][21][9]
- Lied in der Ferne. für Männerchor. Incipit: Einsam nein das bin ich nicht. Mit Bewegung in As-Dur RISM ID: 403003066 Publiziert in: Beethoven-Album: ein Gedenkbuch dankbarer Liebe und Verehrung für den grossen Todten. Herausgegeben von Gustav Schilling. Stuttgart: Hallberger'sche Verlagshandlung, 1846 OCLC 16449312
- Wiedersehen für Männerchor. Incipit: Ob wir uns wiedersehen. Moderato in Es-Dur RISM ID: 403002895 RISM ID: 454011868

#### Lieder mit Orchesterbegleitung
- Sehnsucht. Incipit: Kennst du der Sehnsucht Schmerzen. Andante in G-Dur, Text: Theodor Körner. Komponiert im November 1824 für Bass und Orchester, Franz Hauser RISM ID: 464140109

#### Lieder mit Klavierbegleitung
- Aus dem Dörflein da drüben für Singstimme und Klavier, Andantino in E-Dur RISM ID: 451513397
- Der deutsche Rhein oder das Rheinlied, für Gesang und Klavier, Text: Nikolaus Becker. Stuttgart, Schmitz, 1840 OCLC 865108042
- Festgedicht zu König Wilhelms Jubiläum, 1841
- Der Württemberger und seine Treue, zwei Lieder mit Klavierbegleitung; publiziert in Stuttgart bei Zumsteg
- Die du mein Alles bist. Text: Johann Georg Fischer, Incipit: Du weißt es wohl, daß du mein Alles bist, Es-Dur. drei Verse, Abschrift aus dem Jahr 1860 RISM ID: 452001970
- in die Ferne. Für eine Mezzosopran oder Baritonstimme. Text: Karl Schönhardt (1833–1916), Karl Schönhardt gewidmet am 15. Juni 1887 in Stuttgart RISM ID: 450113077
- In die Ferne für eine Singstimme mit Pianoforte. Text: Hermann Kletke. Artist. Inst., Karlsruhe. 1839. OCLC 165529826 (Digitalisat beim Münchener Digitalisierungszentrum)
- Romance für eine Singstimme mit Pianoforte. Moderato in B-Dur, Incipit: Quel pouvoir inconnu m’entraine [Welche unbekannte Kraft mich antreibt], Artist. Inst., Karlsruhe. 1839. OCLC 165529833[22] (Digitalisat beim Münchener Digitalisierungszentrum)
- Sechs Lieder für Mezzosopran (oder Bariton) und Pianoforte.Ebner, Stuttgart. I Nun wieder beim Weibe daheime. II Flieg’ auf, flieg’ auf, Frau Schwalbe mein. III Selig still in sich versunken IV Morgengruss im Winter: Was weckt mich aus dem Schlummer. V Liebeslied: O forsche nicht dem Grame nach. (Digitalisat beim Internetarchive) VI Ich bin der Winter, ich bin die Nacht[23]
- Trinklied: Incipit: Ein nüchterner Mann, ein armer Mann. Stuttgart, Ebner[24]
- Während des Kriegs für Mezzosopran oder Bariton. Text: Theodor Souchay, Incipit: Sie schlafen sanft die Kleinen, Andante in A-Dur, Franz Josef Schütky zum Namenstag am 19. März 1879 in Stuttgart gewidmet. RISM ID: 450113078
- Wiedersehen für Mezzosopran oder Bariton und Klavier Incipit: Ob wir uns wiedersehen kein Menschenauge, Andante in B-Dur, Franz Josef Schütky zum Namenstag am 19. März 1879 in Stuttgart gewidmet. RISM ID: 450113079

#### Klavierwerke
- Albumblatt. In: Das Pianoforte : Ausgewaählte Sammlung älterer u. neuerer Original-Compositionen. Hallberger, Stuttgart OCLC 488187103
- Barfüssele beim Tanze Polka.Ebner, Stuttgart[25]
- Lieder ohne Worte, publiziert in Stuttgart bei Hallberger.
- Polonaise, publiziert in Karlsruhe bei Kreuzbauer
- Quodlibet beliebter Opern & Volksmelodien: bei einem Feste des Stuttgarter Reitclubs aufgeführt ; für Pianoforte. OCLC 775100041

#### Musik für die Bühne
- Schauspielmusik zu Hariadan oder Die Belagerung von Reggio, Heroisches Drama in drei Akten von Karl Courtin; Ouvertüre, Zwischenakte und die zur Handlung gehörende Musik. Aufführung in Stuttgart 24. Juni 1842.[26][27] Gollmick bezeichnet sie im Handlexikon der Tonkunst als werthvoll.[28] VII Marsch. IX Enter Acte[27]
- La fiole de Cagliostro. Vaudeville in einem Akt. Erstaufführung 18. November 1841. Zweitaufführung: 26. August 1864 HB XVII 32[29]
- Erziehungsresultate oder Guter und schlechter Ton. Lustspiel in 2 Akten. Frei nach einer Operette des Decomberousse von Carl Blum. Die zur Handlung gehörige Musik von Joseph Abenheim.Erstaufführung 16. August 1843[26]
- Herzog Ulrich; Historisches Schauspiel mit Gesang in drei Abteilungen und fünf Akten nach Wilhelm Hauffs „Lichtenstein“ von Adolf von Seubert. Ouvertüre und die zur Handlung gehörige Musik von Joseph Abenheim. Erstaufführung 12. Januar 1849[26]
- Saul. Drama in fünf Akten von Johann Georg Fischer. Die vorkommenden Chöre sind komponiert von Joseph Abenheim. Erstaufführung 28. Februar 1862.[26]
- Die Anna-Lise. Schauspiel in fünf Akten. Die mit der Handlung verbundene Musik von Joseph Abenheim. ab 26. Juni 1869[26]
- König und Bauer. Schauspiel in drei Akten. nach Lope de Vega. deutsche Fassung von Friedrich Halm. Lied mit Horn- und Harfenbegleitung im II.Akt von Joseph Abenheim.[26]
- Die Liebe des Don Diaz Arias nach Pedro Calderón de la Barca von Wolfgang Adolf Gerle. Ouvertüre, Zwischenakte und die zur Handlung gehörige Musik von Joseph Abenheim[26]
- Lied der Desdemona in „Othello“ von William Shakespeare. Andante in d-moll, Bei den Aufführungen der Stuttgarter Hofbühne, wurde dieses Lied ohne Begleitung von unmusikalischen Darstellerinnen gesungen, daher die nothgedrungene Einfachheit der Singstimme RISM ID: 452001971

- Ballettmusiken
- Ouvertüren
- Entr’actes
- Pater noster

##### Comédie-Vaudevilles (Auswahl)
Abenheim war für die Musik bei der Aufführung der folgenden Stücke verantwortlich, sowohl für die Komposition als auch für die Aufführung selbst. Mitglieder des Hofes führten sie im Privattheater des Königs von Württemberg auf.
- Musik zu Marc-Antoine-Madeleine Desaugiers' Le Diner de Madelon
- Musik zu Laurencins Ma Femme et mon parapluie. Erstaufführung 10. Januar 1869
- Musik zu Eugene Scribes L'Auberge ou Les brigand sans le savoir. Erstaufführung am 24. November 1838
- Musik zu Eugene Scribes Le Mariage de Raison [Die Heirat aus Vernunft]
- Musik zu Eugene Scribes L'Oncle d'Amerique [Der Onkel aus Amerika] Erstaufführung am 15. April 1841
- Musik zu Eugene Scribes Une chaumière et son coeur Erstaufführung am 25. Mai 1841

#### Werke für Holzblasinstrumente und Orchester
Am 13. März 1827, am 3. April 1832 und am 25. Dezember 1833 wurde bei den Abonnementskonzerten in Stuttgart ein Concertino für die Oboe aufgeführt. Am 29. März 1859 wird nochmals ein Concertino für Oboe aufgeführt. Im Programm werden die Satzbezeichnungen Adagio und Rondo genannt. Als Komponistenname wird immer nur Abenheim genannt. Joseph Abenheim war zu der Zeit ein in Stuttgart bekannter Musiker.
Die Landesbibliothek Coburg besitzt zwei Notenausgaben von Werken für Oboe und Orchester. Der Name des Komponisten lautet Abenheim. Der Vorname Joseph wurde auf Verdacht ergänzt.
- Introduktion und Rondo für Oboe und Orchester F-Dur OCLC 634988816
- Concertino für Oboe obligato und Orchester F-Dur OCLC 634011192
- Concertino für Flöte und Orchester, aufgeführt bei den Abonnementskonzerten in Stuttgart am 18. März 1828 mit dem Vermerk neu komponiert. Komponistenname auch hier nur Abenheim. Nochmalige Aufführung am 6. Dezember 1831.[6]

## Rezeption
Hector Berlioz schreibt über Joseph Abenheim: Abenheim sei ein in jeder Beziehung ausgezeichneter Künstler gewesen, von dem ich eine sehr gut instrumentierte Kantate von melodisch ausdrucksvollem Stil und reiner Harmonie gehört habe.
In der Neuen Berliner Musikzeitung wird am 2. April 1851 ein Lied ohne Worte von Abenheim als anspruchslos, von schöner Melodie und leicht ausführbar rezensiert.